# Barawe
Barawe of Brava (Somali: Baraawe, Arabisch: المدينة ﺑﺮﺍﻭﻱ) is een havenstad aan de zuidoostelijke Somalische kust in de regio Neder-Shabelle. De oorspronkelijke inwoners zijn sprekers van het Chimwiini (ook wel Mwiini, of Mwini genoemd), een dialect van Swahili.
In 1413 werd de stad door de grote Chinese ontdekkingsreiziger Zheng He aangedaan tijdens zijn vierde expeditie naar de "Westelijke zeeën".

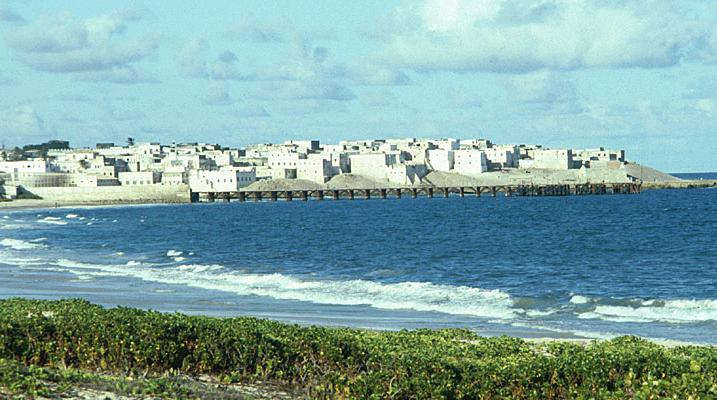
De oude stad Barawe, gezien vanaf de zeezijde